# Jürgen Kissner
Jürgen Kissner (Luckau, 18 agosto 1942 – Colonia, 18 maggio 2019) è stato un pistard tedesco.

## Palmarès

### Olimpiadi
- 1 medaglia[1]:
  - 1 argento (Città del Messico 1968 nell'inseguimento a squadre)